# Buzd

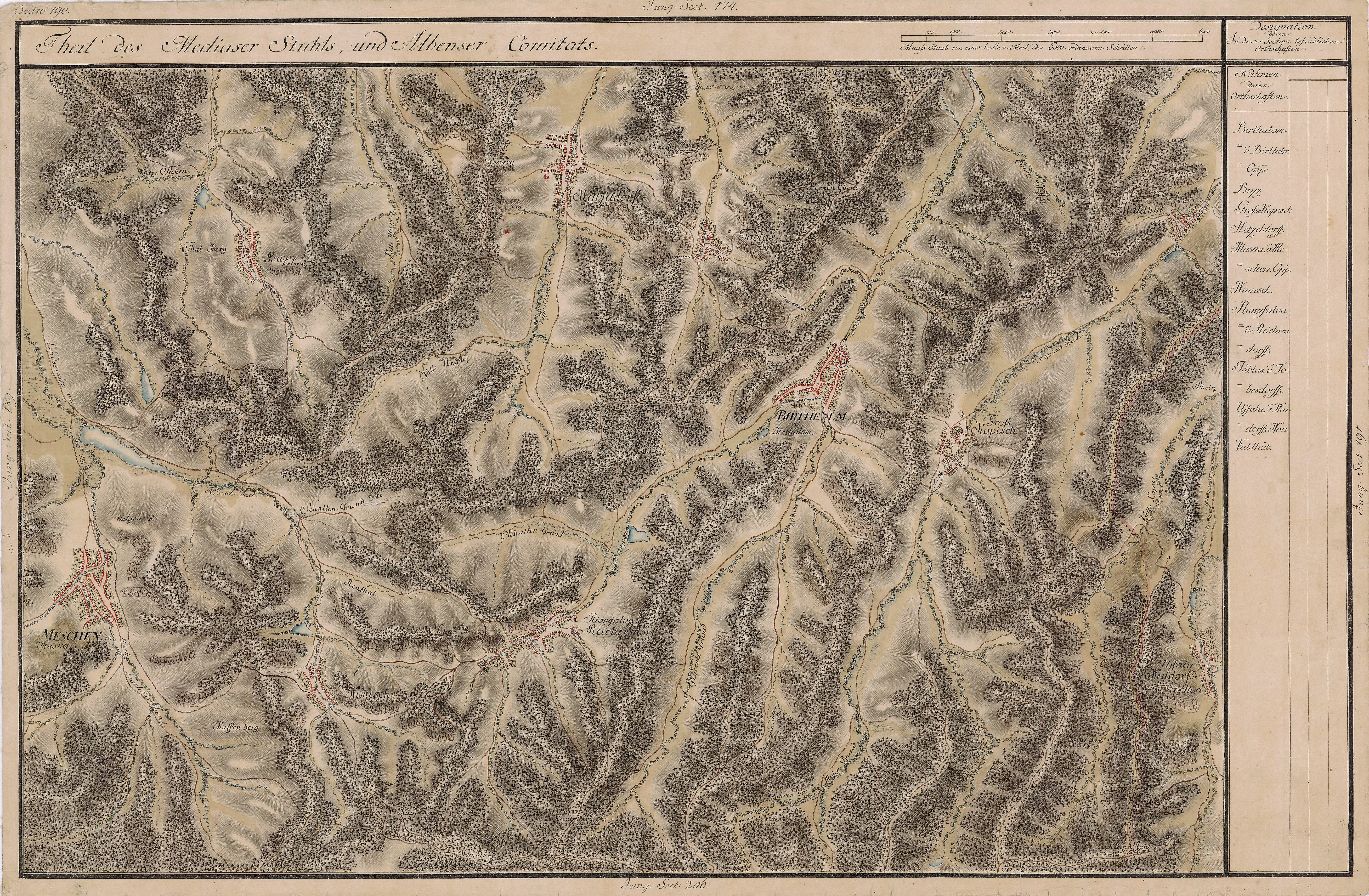
Bußd in der Josephinischen Landesaufnahme von Siebenbürgen von 1769 bis 1773

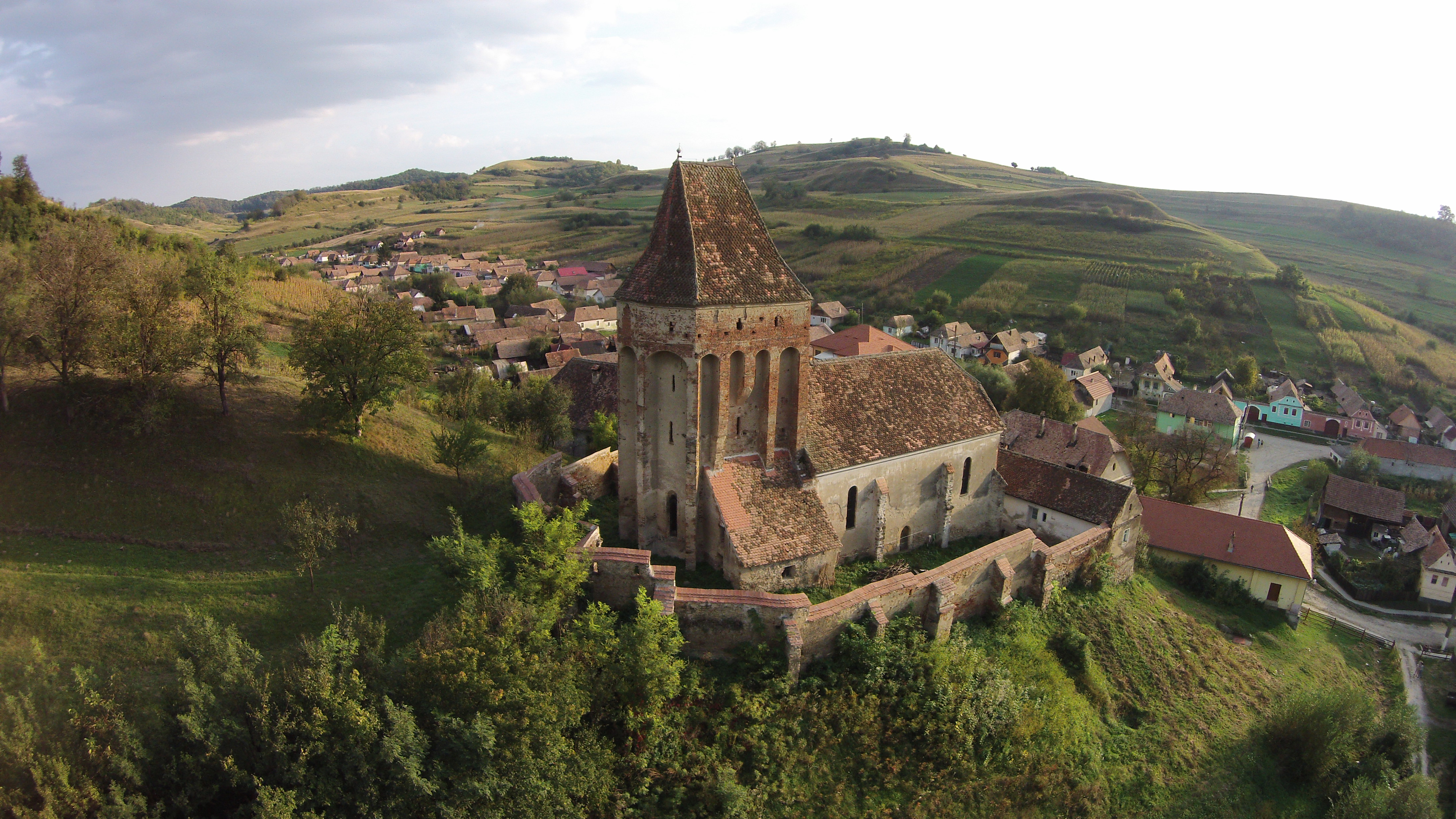
Kirchenburg in Bußd

Buzd (deutsch Bußd (bei Mediasch), såksesch Buss, ungarisch Szászbuzd) ist ein Dorf im Kreis Sibiu in der Region Siebenbürgen in Rumänien. Es gehört zur Gemeinde Brateiu (Pretai).

## Geographische Lage
Der Ort Buzd liegt im Kokeltal am gleichnamigen Bach, ein linker Zufluss der Târnava Mare (Große Kokel). An der Dorfstraße (Drum comunal) DC 14 befindet sich der Ort etwa je sieben Kilometer südlich vom Gemeindezentrum und südöstlich von der Stadt Mediaș (Mediasch) entfernt.

## Geschichte
Bußd wurde um das Jahr 1300 von deutschen Siedlern (Siebenbürger Sachsen) ursprünglich auf Adelsboden gegründet, errang dann aber 1318 zusammen mit den benachbarten Ortschaften des Mediascher Stuhls das Hermannstädter Recht und wurde somit freie Gemeinde des Königsbodens. Der Ortsname wird auf den althochdeutschen Personennamen Bozo zurückgeführt.
Die erste urkundliche Erwähnung von Bußd, nach unterschiedlichen Angaben, stammt aus dem Jahr 1334 oder 1359. Auf der Versammlung des Mediascher Stuhls, die sich mit einem Hattertstreit zwischen Wölz und Baaßen befasste, nahm auch der Gräf Johannes mit den Ältesten von Bußd teil (comes Joannes et omnes seniores de Buz).
1516 wird "Buz" als freie Gemeinde des oberen Mediascher Suhls mit 30 Wirten (Familien), 2 Hirten, einem Müller und einem Schulmeister aufgeführt. 1532 werden für das Dorf schon 61 Wirte bezeugt.

## Bevölkerung
Über mehrere Jahrhunderte war Bußd von Siebenbürger Sachsen geprägt. Nach 1930 gerieten sie in die Minderheit, stellten aber noch 1977 die relative Mehrheit der Bevölkerung. Nach der Revolution von 1989 wanderten die meisten deutschstämmigen Bewohner aus. Dadurch ging auch die Einwohnerzahl deutlich zurück. Bei der Volkszählung 2002 wurden im Ort 635 Rumänen, 286 Roma, 29 Magyaren und sieben Deutsche registriert.
| Jahr | Einwohner | davon Deutsche |
| ---- | --------- | -------------- |
| 1910 | 970       | 451            |
| 1920 | 946       | 462            |
| 1930 | 1088      | 518            |
| 1941 | 1217      | 604            |
| 1966 | 987       | 420            |
| 1977 | 1066      | 410            |
| 1992 | 723       | 26             |
| 2002 | 957       | 7              |

## Sehenswürdigkeiten
- Die Kirchenburg mit der evangelischen Marienkirche. Im 14. Jahrhundert wurde mit dem Bau der kleinen Saalkirche begonnen. Der älteste Teil ist der achteckige Chor mit Sakristei. Der Kirchensaal wurde erst zu Beginn des 15. Jahrhunderts gebaut, anschließend wehrbar gemacht, um den Einwohnern mitsamt ihrem Vieh und Vorräten im Hof der Kirchenburg Schutz bei Angriffen zu gewähren. Ende des 15. Jahrhunderts wurden über den steinernen Chor drei Wehrgeschosse aus Ziegeln aufgebaut. 1846 wurde die Saalkirche erneut umgebaut und steht heute unter Denkmalschutz.[5]